# Más allá del jardín
Más allá del jardín és una pel·lícula espanyola dirigida per Pedro Olea i basada en la novel·la homònima d'Antonio Gala.

## Sinopsi
Palmira, una dona que pertany a l'aristocràcia sevillana, tan coneguda per la seva decrepitud i hipocresia com la resta de la seva població, entra en una crisi emocional en arribar a la maduresa. El seu matrimoni amb Willy va malament, un del seus fill és alcohòlic i la filla queda embarassada. Però tot canvia quan coneix Ugo, un amic del seu fill molt més jove que ella.

## Repartiment
- Concha Velasco (Palmira Gadea)
- Fernando Guillén (Willy)
- Mary Carrillo (Ama)
- Íngrid Rubio (Helena)
- Andrea Occhipinti (Ugo)
- Miguel Hermoso Arnao (Álex)
- Giancarlo Giannini (Bernardo)
- Manuel Bandera (Tario)
- Carmen de la Maza (Soledad)
- Rosa Novell (monja a Ruanda)
- María Galiana (Ramona)
- Asunción Sancho (tía Montecarmelo)

## Premis i nominacions
Goyas 1997
| Categoria                     | Persona         | Resultat   |
| ----------------------------- | --------------- | ---------- |
| Millor actriu de protagonista | Concha Velasco  | Candidata  |
| Millor actriu de repartiment  | Mary Carrillo   | Guanyadora |
| Millor actriu revelació       | Íngrid Rubio    | Guanyadora |
| Millor guió adaptat           | Mario Camus     | Candidat   |
| Millor direcció de producció  | Carmen Martínez | Candidata  |

Medalles del Cercle d'Escriptors Cinematogràfics
| Categoria     | Persona        | Resultat   |
| ------------- | -------------- | ---------- |
| Millor actriu | Concha Velasco | Guanyadora |